# رغوة معدنية

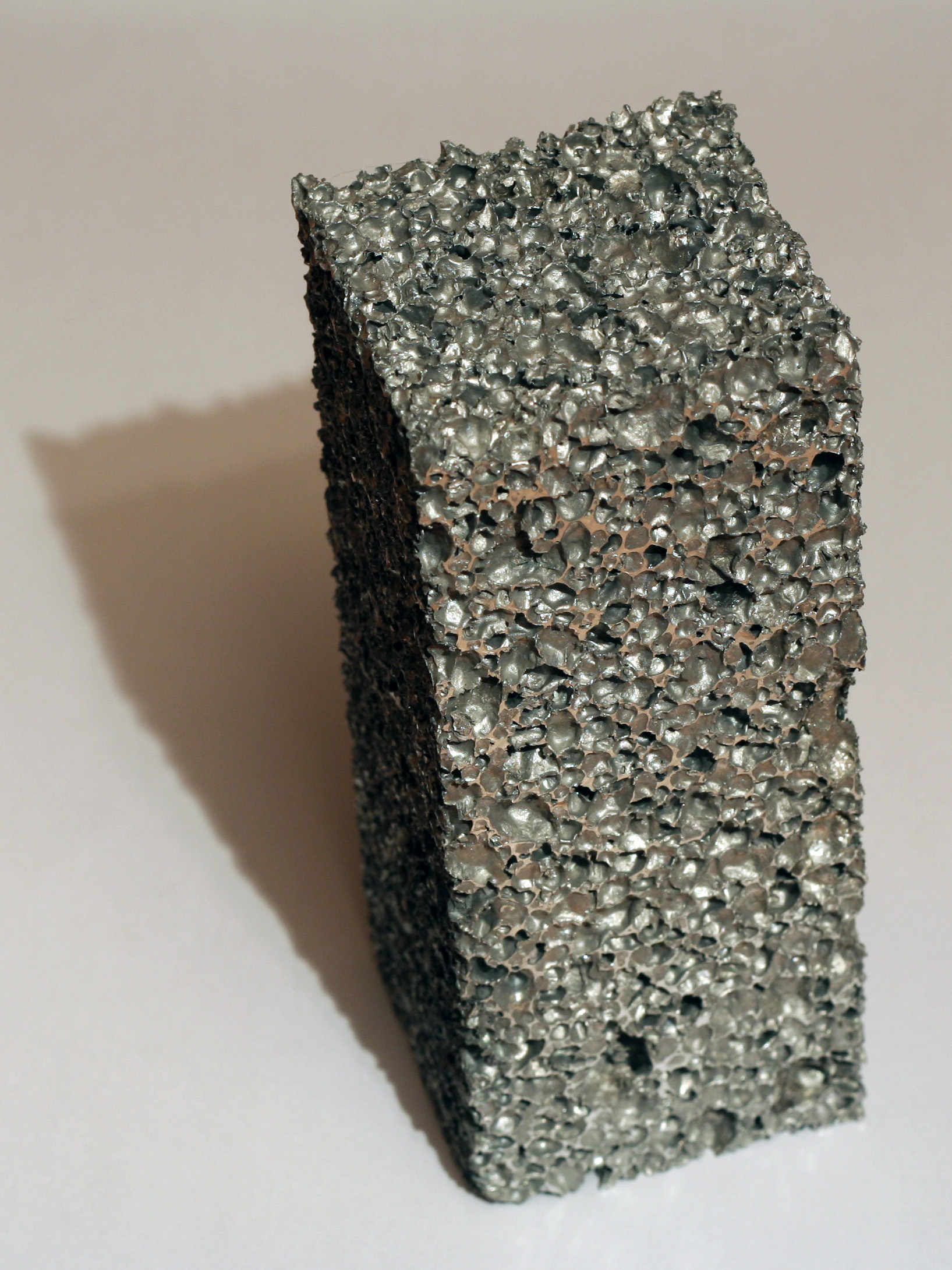
رغوة ألومنيوم

الرغوة المعدنية  هي هيكل خلوي مؤلف من فلز (معدن) صلب (غالباً من الألومنيوم) تحوي على مسام مليئة بالغاز، والتي تشكل القسم الأكبر من الحجم؛ وتشكل تلك المسامات الصفة المميزة لهذه الهياكل، بحيث يمكن أن المعدن يشكل مجرد 5-25% من المعدن. يمكن أن تكون المسامات مختومة (رغوة خلية مغلقة) أو متصلة ببعضها (رغوة خلية مفتوحة). تعود متانة هياكل الرغوة المعدنية إلى قانون مربع مكعب.
تحافظ الرغوات المعدنية عادة على بعض الخواص الفيزيائية للفلز الأصلي؛ فعلى سبيل المثال فإن معامل التمدد الحراري مماثل لقيم المعدن الأصلي، في حين أن الناقلية الحرارية تنخفض قيمتها.